# XXI. Rafael Péter örmény katolikus pátriárka
XXI. Rafael Péter Minászján I.C.P.B. (örményül: Ռաֆայէլ Պետրոս ԻԱ. Մինասեան) (Bejrút, 1946. november 24. –) örmény katolikus érsek, Kelet-Európa örmény katolikus ordináriusa (2011–2021), 2021. szeptember 23. óta az Örmény Katolikusok Kilíkiai Házának katolikosz-pátriárkája.

## Tanulmányai
Rafajel Minászján (francia nevén: Raphaël François Minassian) Libanon fővárosában, Bejrútban született 1946. november 24-én. Középiskolai tanulmányait Bzommárban, a Kisszemináriumban kezdte 1958-ban. 1967–1973 között a Pápai Gergely Egyetemen tanult filozófiát és teológiát. 1973-ban pappá szentelték a Bzommári Pátriárkai Kongregáció tagjaként.

## Lelkipásztori tevékenysége az örmény diaszpórában
1973–1982 között a bejrúti örmény katolikus székesegyház plébánosa. 1982–1984 között XVIII. János Péter örmény katolikus pátriárka titkáraként dolgozik, ezután 1984-ben a libanoni Zalka község plébániájának létrehozásával bízzák meg. 1989-től az Egyesült Államok különböző államaiban örmény katolikus plébános. 2004-től a katolikus Telepace tévé örmény változatának (Telepace Armenia) alapító vezetője. 2005-től Jeruzsálem és Ammán örmény katolikus exarchája.

## Kelet-Európa örmény katolikus ordináriusaként
2011. június 24-én kinevezik Kelet-Európa örmény katolikus ordináriusává. Ebben a minőségében Örményország, Grúzia, Oroszország és Ukrajna örmény katolikus híveinek elöljárója lett. Ezzel együtt Kappadókiai Cézárea címzetes püspöke lett, valamint ad personam érsek (főegyházmegye nélkül).

## Pátriárkai tevékenységének kezdete
2021. szeptember 23-án a Ferenc pápa által összehívott örmény katolikus szinódus megválasztotta az Örmény Katolikusok Kilíkiai Házának katolikosz-pátriárkájává. Az örmény katolikus katolikosz-pátriárkák hagyománya szerint, a Róma iránti hűség jeléül, a Péter nevet vette fel. Szeptember 24-én Ferenc pápa megerősítette katolikosz-pátriárkai tisztségében.

## Magyar kitüntetése
- A Magyar Érdemrend nagykeresztje (2023)